# Перяля, Кирси
Кирси Перяля (фин. Kirsi Perälä, род. 6 мая 1982, Форсса, Хяме) — известная финская лыжница, участница Олимпийских игр в Ванкувере, чемпионка Универсиады. Специализируется в спринте, более успешно выступает в гонках свободным стилем

## Карьера
В Кубке мира Перяля дебютировала в 2002 году, в январе 2004 года впервые попала в десятку лучших на этапе Кубка мира, в спринте. Всего на сегодняшний момент имеет 10 попаданий в десятку лучших на этапах Кубка мира, 5 в личных и 5 в командных гонках. Лучшим достижением Перяля в общем итоговом зачёте Кубка мира является 36-е место в сезоне 2004-05.
На Олимпиаде-2010 в Ванкувере заняла 19-е место в спринте.
За свою карьеру принимала участие в одном чемпионате мира, на чемпионате мира — 2009, заняла 23-е место в спринте.
Использует лыжи и ботинки производства фирмы Fischer.